# Samsung Galaxy Tab

Логотип Samsung Galaxy Tab до 2015 року.

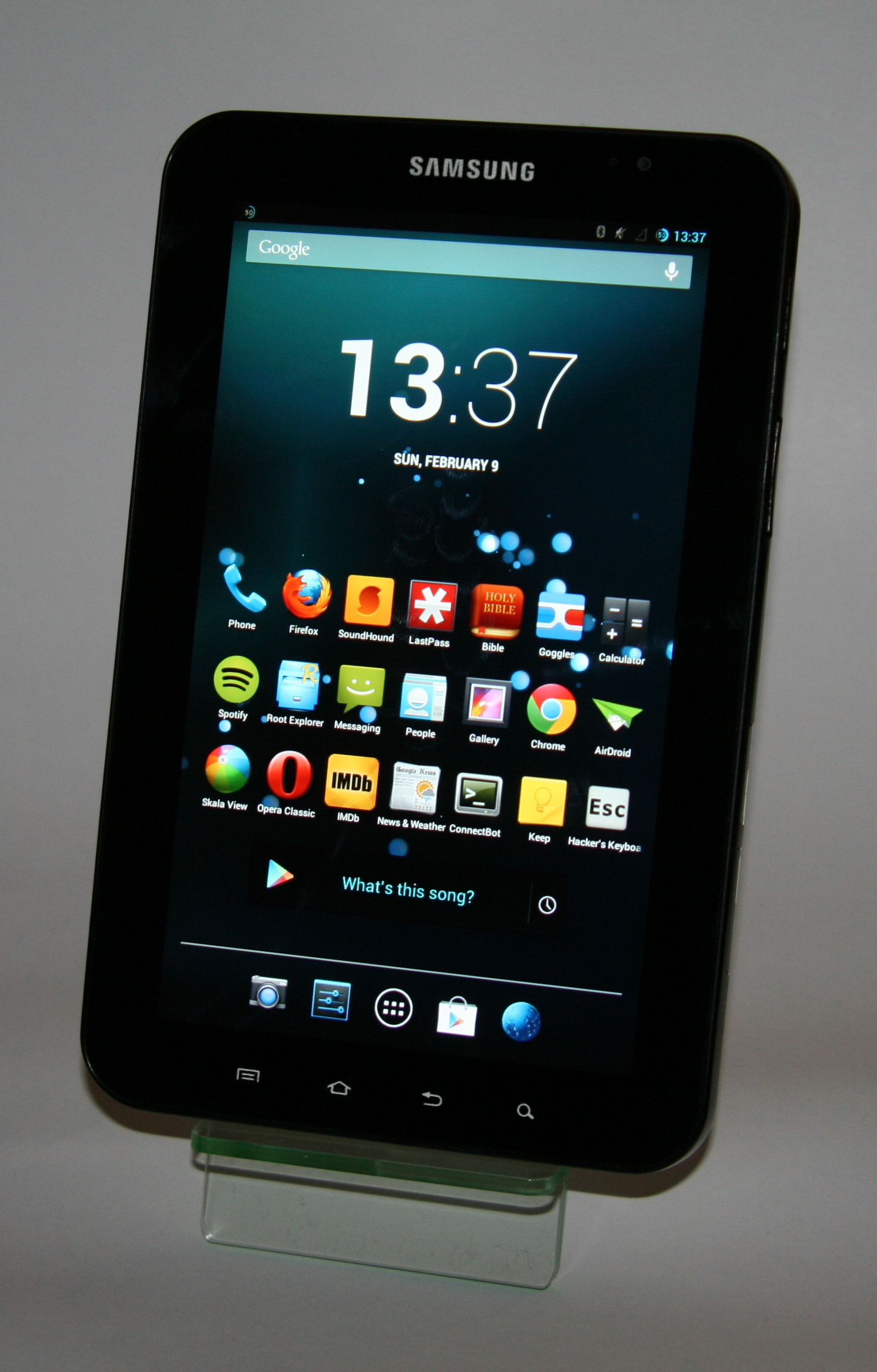
Samsung Galaxy Tab 7.0

Samsung Galaxy Tab — лінійка планшетів компанії Samsung Electronics на базі операційної системи Android та Windows. Продажі першої моделі лінійки — GT-P1000 — в країнах Європи почались у вересні 2010 року, в Україні, Росії — в жовтні того ж року. Власники пристрою мають змогу переглядати інтернет-сторінки, медіаконтент усіх популярних форматів, спілкуватися по sms/mms, електронній пошті, у аудіо- , відеочаті та соціальних мережах за допомогою оптимізованого інтерфейсу користувача.

## Технічні характеристики
Перший планшет лінійки оснащений 7-дюймовим сенсорним екраном з роздільною здатністю екрана 1024 x 600 пікселів, ARM-процесором Cortex A8 з тактовою частотою 1,0 ГГц. В пристрої присутні Bluetooth версії 3.0, Wi-Fi, GPS з підтримкою A-GPS та 3,5 мм Jack, а також Connection Port.
Galaxy Tab має можливість здійснювати дзвінки в мережах GSM та 3G та оснащений двома камерами, які розташовані на передній та задній панелях, по 1,3 Мп та 3,0 Мп відповідно. У планшеті використовуються наступні комплектуючі:
- Акумулятор — 3,7 В, літій-іонний, 14,8 Вт·год (4000 мА·год)
- Внутрішня пам'ять — SanDisk SDIN4C2-16G (MLC NAND Flash, 16 ГБ)
- Контролер кіл живлення — Maxim 8998
- Процесор — ARM Cortex-A8 (Samsung S5PC110A01, 1 ГГц, Hummingbird MAP), включаючи Samsung KB100D100YM, 8 Гб флеш-пам'яті MLC Flex OneNAND, 1 ГБ OneDRAM, 3 ГБ mobile DDR
- Коммунікаційний чип — Infineon PM9801 (X-GOLD 616 HSDPA/HSUPA/EDGE), включаючи RF-трансивер Infineon PMB5703
- Апаратний кодек — Wolfson Microelectronics WM8994
- Контролер мереж — Broadcom BCM4329 (Bluetooth/FM/WLAN)
- Гіродатчик — STMicroelectronics L3G4200D
- Контролер сенсорного екрану — ATMEL MXT224
- GPS-чип — Broadcom BCM4751

## Інші моделі
У 2011 р., на Mobile World Congress в Барселоні Samsung показала нову модель Galaxy Tab — Samsung Galaxy Tab 10.1. Вона має більший, 10,1-дюймовий дисплей, двоядерний процесор Cortex-A9 NVIDIA Tegra 2 і працює під управлінням операційної системи Android 3.0 (HoneyComb).
|                                 |                                 | Galaxy Tab                         | Galaxy Tab 7.0 Plus (N)                                           | Galaxy Tab 7.7                             | Galaxy Tab 8.9                             | Galaxy Tab 10.1                                  | Galaxy Tab 2 7.0                            | Galaxy Tab 2 10.1                          |
|                                 |                                 | GT-P1000 GT-P1010                  | GT-P6200 GT-P6210 GT-P6211                                        | GT-P6800 GT-P6810                          | GT-P7300 GT-P7310                          | GT-P7500 GT-P7510                                | GT-P3100 GT-P3110                           | GT-P5100 GT-P5110                          |
| ------------------------------- | ------------------------------- | ---------------------------------- | ----------------------------------------------------------------- | ------------------------------------------ | ------------------------------------------ | ------------------------------------------------ | ------------------------------------------- | ------------------------------------------ |
| Вихід (світ)                    | Вихід (світ)                    | 09.2010                            | 12.2011                                                           | 12.2011                                    | 07.2011                                    | 05.2011                                          | 04.2012                                     | 05.2012                                    |
| Екран                           | Тип                             | TFT                                | TFT                                                               | Super AMOLED Plus                          | TFT                                        | TFT                                              | TFT                                         | TFT                                        |
| Екран                           | Розмір                          | 7.0"                               | 7.0"                                                              | 7.7"                                       | 8.9"                                       | 10.1"                                            | 7.0"                                        | 10.1"                                      |
| Екран                           | Роздільна здатність             | 1024x600                           | 1024x600                                                          | 1280x800                                   | 1280x800                                   | 1280x800                                         | 1024x600                                    | 1280x800                                   |
| Доступна стокова ОС від Samsung | Доступна стокова ОС від Samsung | Android 2.2,2.3 (Для деяких країн) | Android 3.2,Android 4.0 (для деяких країн),4.1 (для деяких країн) | Android 3.2,Android 4.0 (для деяких країн) | Android 3.2,Android 4.0 (для деяких країн) | Android 4.0.4,Android 3.1-3.2 (Для деяких країн) | Android 4.0, Android 4.2 (для деяких країн) | Android 4.0,Android 4.2 (Для деяких країн) |
| Процесор                        | Тип                             | Hummingbird 1000 МГц               | Samsung Exynos 4210 1200 МГц                                      | Samsung Exynos 4210 1200 МГц               | Nvidia Tegra 2 1000 МГц                    | Nvidia Tegra 2 1000 МГц                          | Ti OMAP4430                                 | Ti OMAP4430                                |
| Процесор                        | Кількість ядер                  | 1                                  | 2                                                                 | 2                                          | 2                                          | 2                                                | 2                                           | 2                                          |
| Відеопроцесор                   | Відеопроцесор                   | PowerVR SGX540                     | Mali-400MP                                                        | Mali-400MP                                 | Nvidia GF                                  | Nvidia GF                                        | PowerVR SGX540                              | PowerVR SGX540                             |
| Пам'ять                         | Пам'ять                         | 512 Мб                             | 1 Гб                                                              | 1 Гб                                       | 1 Гб                                       | 1 Гб                                             | 1 Гб                                        | 1 Гб                                       |
| Батарея, мАг                    | Батарея, мАг                    | 4000                               | 4000                                                              | 5100                                       | 6100                                       | 7000                                             | 4000                                        | 7000                                       |
| Карта пам'яті, Гб               | Карта пам'яті, Гб               | 16/32                              | 16/32                                                             | 16/32/64                                   | 16/32/64                                   | 16/32/64                                         | 8/16/32                                     | 16/32                                      |
| USB 2.0 Host                    | USB 2.0 Host                    | ні                                 | так                                                               | так                                        | так                                        | так                                              | так                                         | так                                        |
| Вага, гр                        | Вага, гр                        | 380                                | 345                                                               | 340                                        | 470                                        | 565                                              | 345                                         | 588                                        |

Також у всіх моделей присутні:
- Основна камера: 3 Мпікс
- Додаткова (фронтальна) камера: 2 Мпікс (у моделі P1000/P1010 1.3 Мпікс, у моделі P3100/P3110 0.3 Мпікс)
- Для моделей Pxx00 підтримка GSM, EDGE/GPRS, 3G — можливі дзвінки (для моделей Pxx10 підтримка відсутня)
- Підтримка Bluetooth 3.0
- У моделей GT-P6800, GT-P3100, GT-P5100 крім A-GPS присутня підтримка Glonass

## ВерсіяAndroid
Galaxy Tab першого покоління був з Android OS версії 2.2.
Samsung Galaxy Tab S3 було представлено 26 лютого 2017 року на Світовому Конгресі Мобільних технологій. Дана модель має 9.7" 2,048 x 1,536 Super AMOLED дисплей та підтримує HDR video. Таблет споряджений процесором Qualcomm Snapdragon 820, 4GB оперативної пам'яті, 32GB постійної пам'яті, 6000mAh батареєю та поставляється з новим S Pen.